# Noël Gloesner
Noël Gloesner, né le 19 décembre 1917 à Chaumont (Haute-Marne) et décédé le 1er août 1995 à Nègrepelisse (Tarn-et-Garonne), est un illustrateur et dessinateur français de bande dessinée. Il est un des grands dessinateurs de la période de l'après-guerre en France. Sa production est remarquable du fait de sa polyvalence: que ce soit pour les éditions Fleurus ou d’autres éditeurs, il change plusieurs fois de série et de genre tout en parvenant à se créer un trait qui lui soit propre.

## Biographie

### Noël Gloesner et la religion
Noël Gloesner entre en 1945 aux éditions Fleurus, en travaillant à la revue Fripounet et Marisette, dans laquelle il dessine Les mille et une aventures de Chiffonnette dès 1945. Il collabore de manière régulière au journal Cœurs Vaillants sur la série Yann le Vaillant de 1948 à 1956. Cette série, qui est un des piliers des publications dans le journal Cœur Vaillant, propose de suivre les aventures de Yann Calonnec, aventurier à la grande force morale, et de ses acolytes le Tibétain Phang et le jeune Coco. Sous le pseudonyme de Jacques Conoan se cachent Jacques Romont, Colette, Noël Gloesner et André. En 1947, il travaille sur Les Indégonflables de Chantovent en collaboration avec Rose Dardenne aux textes, et ce jusqu’en 1961. La série s’arrête alors pour être reprise en 1975 par Gloesner et G. Pivot aux textes, jusqu'en 1976. Après cette date la série est définitivement arrêtée. Une autre série est Les Lionceaux, mettant en scène un groupe d’enfant et leur chien, avec au scénario François Drall de 1969 à 1975.
De 1965 à 1980, il poursuit pour J2 Jeunes et Formule 1 la série Pat Caldwell, en s’inspirant des scénarios de Guy Hempay (alias Jean-Maris Pélaprat). Dans le même magazine il propose des bandes dessinées humoristiques comme Jean Renault, en collaboration avec Jean-Marie Nadaud de 1970 à 1974, ou bien Mik et Mak, d'après des scénarios de Michel Claude de 1975 à 1980.
Sa participation ne se concentre pas que sur la presse pour garçon mais touche aussi la presse pour jeunes filles. Ainsi il dessine plusieurs bandes dessinées (relativement courtes, d'un seul épisode) parues dans Âmes Vaillantes: Roselyne d’Henriette Robitaille en 1958, S.O.S Pikkolo et Enquête à Hambourg de Georges Travellier en 1958 et en 1960, retrouvables aujourd'hui sous forme d'album. Il adapte également des biographies: Sissi de Monique Amiel de 1977 à 1978, Jane Eyre de Charlotte Bronté en 1980 et Mauprat de George Sand en 1981, des œuvres destinées à un public de jeunes filles dans le journal Djin aux éditions Fleurus. Les trois bandes dessinées ont récemment été rééditées en albums aux Éditions du Triomphe.
Son travail de dessinateur n'est pas destiné exclusivement à la presse. Une partie de son œuvre est reprise en albums, tandis qu'une autre, essentiellement réalisée pendant la fin de sa carrière, entre 1978 et 1989, est constituée d'illustrations de récits didactiques et religieux pour les collections Vivants témoins (Fleurus), Croyants de tous pays (Hachette/Le Livre de Paris), Les Grandes heures des églises (éditions du Bosquet, Bégédis). Noël Gloesner signe en 1976 le dessin de l'album Paul de Tarse, écrit par Marie-Jeanne Coloni. En 1978 il travaille sur Monsieur Vincent avec Agnès Richomme au texte.

### Une production laïque
Cependant, Noël Gloesner ne contribua pas seulement à la presse catholique. À partir de 1951, il participe à Pierrot, puis, à partir de 1954, à Lisette des éditions de Montsouris. C'est à ce moment-là qu'il rencontre Marijac. Il le suivra dans ses aventures éditoriales en illustrant plusieurs de ses scénarios sportifs pour Coq Hardi et quelques-uns de ses meilleurs récits d'aventures en reprenant Colonel X de 1952 à 1953, toujours dans Coq Hardi.
Il travaille ensuite sur Mademoiselle Ci-Devant de 1954 à 1956, sur Boule de neige en 1956, sur Dolorès de Villafranca de 1956 à 1957, sur Mademoiselle Demi-Solde de 1957 à 1958 puis sur La Fée des solitudes en 1958.
Toujours pour Marijac et les éditions de Châteaudun, il dessine Laideron de 1958 à 1960, Cricri reporter de 1960 à 1961, Mitzou la gitane aux cheveux d'or de 1961 à 1962, L’Orpheline du Far-West de 1962 à 1963, Fleur d’Andalousie de 1963 à 1964, Petit rat de 1964 à 1965, et La Fille de Robin des Bois de 1965-1966. Ces bandes pour les plus jeunes sont publiées dans journal Nano et Nanette.
La collaboration avec Marijac continue avec cette fois des bandes dessinée pour grandes filles avec Marika en 1966 et Hello Jim en 1967 publié dans Frimousse. Il dessine aussi pour les garçons dans Allez !... France entre 1968 et 1969 avec Allez Ramuntcho.

## Publications

### Bande dessinée

#### Parutions dans des périodiques
- Colonel X en Extrême-Orient,(dessinateur), avec Marijac (scénario), Samedi-Jeunesse no 30,1960.
- Colonel X, mission spéciale 1re partie, (dessinateur), avec Marijac (scénario), Hop !, no 41 bis 3e trimestre 1987.
- Colonel X, mission spéciale 2e partie, (dessinateur), avec Marijac (scénario), Hop !, no 42 bis 4e trimestre 1987.
- Colonel X en Malaisie, (dessinateur), avec Marijac (scénario), éditions du Taupinambour, 2011.
- Enquêtes à Hambourg, (dessinateur), avec Georges Travelier (scénario), éditions Fleurus, 1961.
- Boule de neige T.1, (dessinateur), avec Marijac (scénario), Éditions de Chateaudun, 1961.
- Boule de neige T.2, (dessinateur), avec Marijac (scénario), éditions de Chateaudun, 1962.
- L'orpheline du far west, Cathy T.1, (dessinateur), avec Marijac (scénario), éditions de Chateaudun / éditions du Centre, s.d.
- La fille du désert, Cathy T.2, (dessinateur), avec Marijac (scénario), éditions de Chateaudun / éditions du Centre, s.d.
- La fée des solitudes, (dessinateur), avec Marijac (scénario), éditions de Chateaudun, collection Frimousse no 10, 1962.
- Laideron enfant de la balle, Laideron T.1, (dessinateur), avec Marijac (scénario), éditions de Chateaudun, collection Les belles histoires de Tonton Jacques, s.d.
- Les oiseaux-mouches, Laideron T.2, (dessinateur), avec Marijac (scénario), éditions de Chateaudun, collection Les belles histoires de Tonton Jacques, s.d.
- Mitzou, (dessinateur), avec Marijac (scénario), SFPI, dans Frimoussette n°123 et plus, 1971.
- Mauprat, (dessinateur), avec Monique Amiel (scénario) d'après le roman Mauprat de George Sand, Éditions du Triomphe, 2008.
- Roselyne, (dessinateur), avec Henriette Robitaillie (scénario), éditions Edipat, s.d.
- Le bonheur, Sissi T.1, (dessinateur), avec Monique Amiel, éditions du Triomphe, 2001.
- Le destin, Sissi T.2, (dessinateur), avec Monique Amiel, éditions du Triomphe, 2001.
- S.O.S. Pikkolo, (dessinateur), avec Georges Travelier (scénario), éditions Fleurus, 1961.
- Yann le Vaillant (dessinateur), avec trois scénaristes (tous quatre utilisant le pseudonyme commun Jacques Conoan), Edipat :
  1. Yann le Vaillant, 1952.
  2. Le Secret de la dalle brisée, 1952.
  3. Au pays du bouddha vivant, s.d.
  4. Le Chrysanthème de jade, s.d.
  5. La Mission de Ralph, s.d.
  6. L'Ombre de l'idole, s.d.
  7. Le Trésor de la vallée perdue,s.d.
  8. Expédition Ternium, s.d.
  9. L'Île de feu, éditions du Triomphe, 2001.

#### Parutions en albums
- Monsieur Vincent (dessin), avec Agnès Richomme (scénario), Fleurus, coll. « Vivants Témoins » no 11, 1978[4].
- Colonel X en Extrême-Orient réédition,(dessinateur), avec Marijac (scénario), Glénat, 1979.
- Dolorès de Villfranca, (dessinateur), avec Marijac (scénario), éditions de Chateaudun, collection Frimousse no 1, 1962. Réédition en 2012 aux éditions Artège
- Histoire de Jésus d'après les événements rapportés dans l'évangile, ... Et il a vécu parmi nous T.1, (dessinateur), avec Pierre Thivollier (scénario), éditions du Bosquet, 1986.
- Jane Eyre, (dessinateur), avec Monique Amiel (scénario) d'après le roman Jane Eyre de Charlotte Brontë, Éditions du Triomphe, 2007.
- L'abbé Pierre, (dessinateur), avec Pierre Dhombre (scénario), éditions Fleurus, collection Les Grandes Heures des Chrétiens, 1986.
- La bible - Ancien testament, 5 tomes, (dessinateur), avec Xavier Musquera, Pierdec, P. Decomble et M. Rançon, éditions Hachette, 1982 à 1983.
- Les enseignements de Jésus à la lecture de l'évangile, ... Et il a vécu parmi nous T.2, (dessinateur), avec Pierre Thivollier (scénario), éditions du Bosquet, 1986.
- Les Compagnons de Fohi, (dessinateur), avec Marijac (scénario), éditions Regards 2009.
- Mademoiselle demi-solde, (dessinateur), avec Marijac (scénario), éditions de Chateaudun, collection Frimousse no 2, 1961.
- Marie-Antoinette la dernière reine, (dessinateur), avec Monique Amiel (scénario), Éditions du Triomphe, 2009.
- Noël en suivant l'évangile, (dessinateur), avec Pierre Thivollier (scénario), éditions Bédégis, 1985.
- Paul de Tarse, (dessinateur), avec Marie-Jeanne Coloni (scénario), éditions Fleurus, collection Vivants témoins, 1976.
- Saint Benoît, l'âme de l'Europe, (dessinateur), avec Monique Amiel (scénario), Éditions du Triomphe, 2008.
- Saint Charles, (dessinateur), avec Charlotte Chaunu-Le Bouteiller (scénario), éditions Fleurus 1989.

### Illustrations

#### Aux éditions Fleurus
- Atoll 72, (illustrateur), avec René Duverne (texte), éditions Fleurus, collection Jean-François, 1953.
- Enquête au collège, (illustrateur), avec Paulette Morin (texte), éditions Fleurus, collection Jean-François, 1960.
- Gwenola, (illustrateur), avec Henriette Robitaillie (texte), éditions Fleurus, collection Monique, 1958.
- Le rébus de la fontaine ronde, (illustrateur), avec Jean Des Brosses (texte), éditions Fleurus, collection Jean-François, 1955.
- Le révolté de Bethléem, (illustrateur), avec André Delor (texte), éditions Fleurus, collection Jean-François, 1956.
- L'Urganda yacht fantôme, (illustrateur), avec Georges Travelier (texte), éditions Fleurus, collection Monique, 1962.
- Philippe le Conquérant, (illustrateur), avec C. Auberive (texte), éditions Fleurus, collection Cœurs Vaillants n° 8, 1947
- Le Prince qui avait peur de la mort, (illustrateur), avec J. Montfort (texte), éditions Fleurus, collection Belles Histoires de France, n° 3, 1949

#### Autre
- L'Hostellerie de sans-souci , (illustrateur), avec Robert Chantoiseau (texte), éditions Alsatia, collection Signe de Piste Prince Eric, 1958.

### Documentation
Monographie
- Jean-Paul Tibéri, Gloesner, Le Taupinambour et Regards, 2011.

Articles
- Rétrospective Noël Gloesner 1re partie, Hop ! no 127 de septembre 2010
- Rétrospective Noël Gloesner 2e partie, Hop ! no 129 de mars 2011
- Rétrospective Noël Gloesner 3e partie, Hop ! no 131 de septembre 2011
- Rétrospective Noël Gloesner 4e partie, Hop ! no 133 de mars 2012
- Patrick Gaumer, « Gloesner, Noël », dans Dictionnaire mondial de la BD, Paris, Larousse, 2010 (ISBN 9782035843319), p. 376.